# Saji Tadashi
Saji Tadashi (japanisch 佐治 賢使, Vorname bei gleicher Aussprach eigentlich 正; geboren 1. Januar 1914 in Tajimi (Präfektur Gifu); gestorben 14. Juni 1999) war ein japanischer Lackkünstler.

## Leben und Wirken
Saji Tadashi machte 1938 seinen Abschluss an der „Tōkyō bijutsu gakkō“ (東京美術学校) im Fach Kunstgewerbe. 1936, also während seines Studiums, wurde er das erste Mal zur staatlichen Kunstausstellung „Bunten“ mit einem Lackgefäß mit vielfacher Lackauftragung (漆盛器, Sakari-urushi utsuwa) zugelassen.
Er lehrte an der Kunstgewerbeschule der Präfektur Ishikawa (石川県立工芸学校, Ishikawa kenritsu kōgai gakkō), machte sich dann aber selbstständig. In den Jahren 1943, 1946 und 1947erhielten seine Werke Sonderauszeichnungen auf der staatlichen Ausstellungsreihe. 1951 wurde er Juror der Ausstellung. 1953 erhielt er den Preis des Kultusministers (文部大臣賞, Mombudaijin-shō), 1961 erhielt er den Preis der Japanischen Akademie der Künste für den in Lackarbeit ausgeführten Stellschirm „Großstadt“ (都会, Tokai). 1978 schloss er sich mit Freunden zur „Liga der neuen Kunstgewerbler Japans“ (日本新工芸家連盟, Nihon shinkōgeika remmei) zusammen. 1986 wurde der Präsident der „Nihon kōshōkai“(日本工匠会).
Saji war ein Pionier, der der traditionellen japanischen Lackkunst eine moderne Ausrichtung gegeben hat. Er beschäftigte dabei sich mit einer Vielzahl von Motiven, wie Blumen und Vögel, Menschen, Landschaften, die er in verschiedenen Techniken aufführte.
1989 wurde Saji als Person mit besonderen kulturellen Verdiensten geehrt und 1995 mit dem Kulturorden ausgezeichnet. Die Stadt Ichikawa ernannte ihn zum Ehrenbürger.